# Beginner
Die Beginner (bis 2003 bekannt als Absolute Beginner) sind eine Hip-Hop-Musikgruppe aus Hamburg, bestehend aus Jan Delay, Dennis Lisk (alias Denyo) und Guido Weiß (alias DJ Mad).

## Bandgeschichte

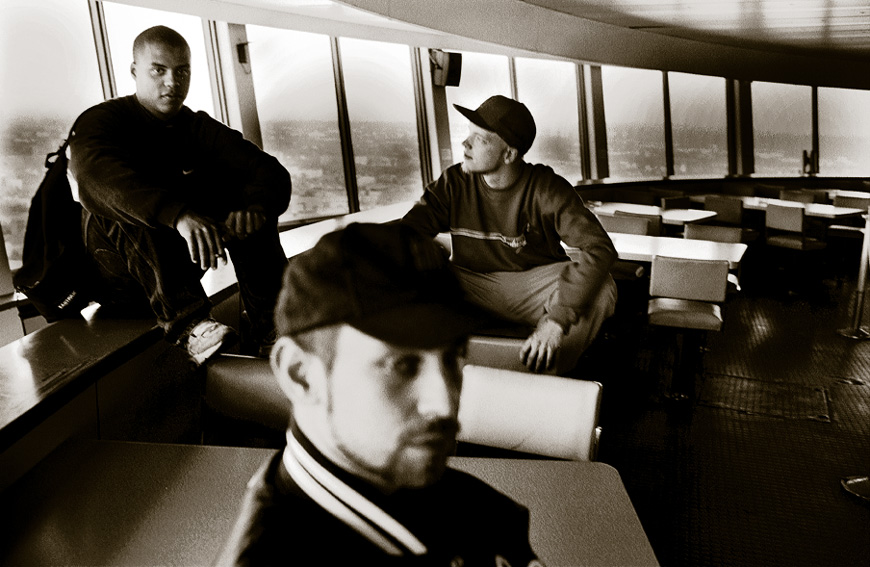
„Absolute Beginner“ (1998)

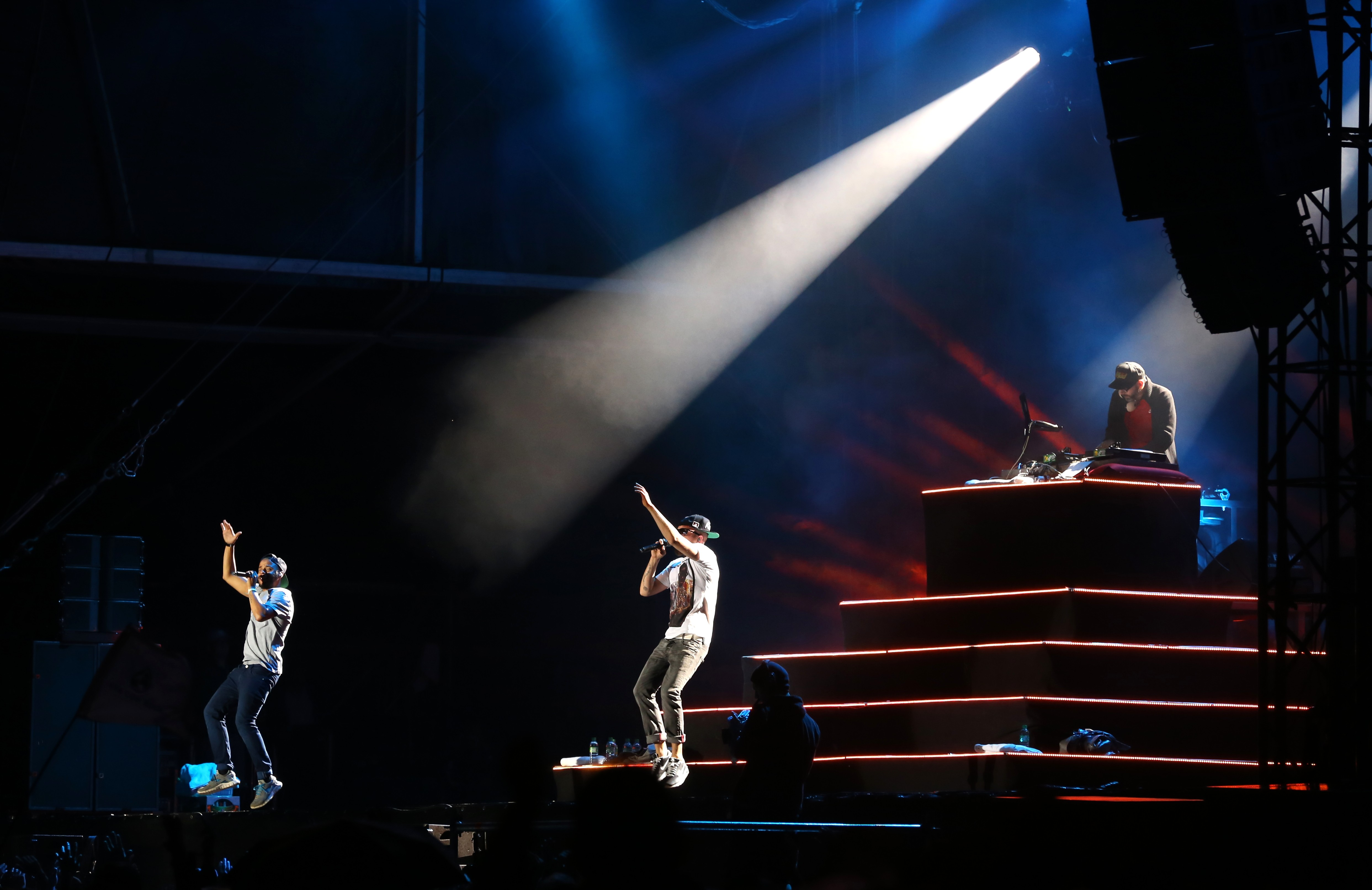
Beginner auf dem Chiemsee Reggae Summer 2013

Zum Zeitpunkt ihrer Gründung in den 1990er Jahren bestand die Band noch aus vier weiteren Mitgliedern (DJ Burn, Nabil Sheikh, Mirko und Platin Martin), die gemeinsam unter dem Namen Absolute Beginners englischen Rap produzierten. Später stiegen sie auf Deutsch um, deutschten dazu passend auch ihren Bandnamen ein und nannten sich fortan Absolute Beginner. 1994 erschien mit der EP Gotting ein erster Tonträger mit sozialkritischen Texten. Bei ihrem Debütalbum Flashnizm waren sie nur noch zu viert (Eizi Eiz, Denyo, DJ Mad und Platin Martin). Platin Martin verließ die Band, als die Absoluten Beginner vom Major-Label Universal / Motor unter Vertrag genommen wurden. Der kommerzielle Durchbruch gelang ihnen 1998 mit dem Album Bambule. Ihre ersten Single-Auskopplungen daraus waren Rock On, Liebes Lied, Hammerhart und Füchse. Am 5. Dezember 1998 traten sie mit dem Lied Liebes Lied bei The Dome in Oberhausen auf. Da verlangt wurde, dass das Lied mit Playback vorgetragen wird, schickten sie stattdessen Illo 77, Chris Nix und DJ Puschen zum Auftritt, ohne dass es bemerkt wurde. Bambule verkaufte sich über 250.000 Mal, sodass es im Jahr 2000 mit Gold ausgezeichnet wurde. Seit 2003 firmieren sie nur noch unter dem Namen Beginner; im selben Jahr erschien das Album Blast Action Heroes.
Anfang Dezember 2004 erschien die Band-DVD Die derbste Band der Welt, die neben Musikvideos und einer Dokumentation über die Beginner auch Livemitschnitte von Konzerten enthält. Im selben Jahr erschien mit The Early Years 1992–1994 (Wir waren jung und brauchten kein Geld) ein Album mit frühen Aufnahmen inklusive der Gotting-EP. Matthias Arfmann ist als Produzent aller Alben auch ein tragendes Element der Beginner. Er ist zwar kein Mitglied der Gruppe, wird aber dennoch zum Beispiel im Refrain von Hammerhart in einem Zug mit den drei Mitgliedern der Beginner genannt.
Am 10. September 2011 gaben die Beginner im Zuge des Berlin Festival ihr Live-Comeback. Das inoffizielle Comeback nach über sieben Jahren Bühnenabstinenz hatte allerdings bereits am Tag zuvor stattgefunden, im Rahmen der „Catch a fire“-Konzertreihe in Ulm. Da jedoch dafür geworben worden war, dass das einzige Beginner-Konzert im Jahr 2011 beim Berlin-Festival stattfinden sollte, wurden die Beginner in Ulm als „Eizi Eiz, Denyo und DJ Mad“ angekündigt.
Im Mai 2016 gab Eißfeldt über Twitter bekannt, dass das für August 2016 geplante Album den Namen Advanced Chemistry tragen werde, gleichlautend mit dem Namen der Heidelberger Hip-Hop-Formation Advanced Chemistry. Am 3. Juni veröffentlichten die Beginner das Video zu Ahnma, ihrer ersten Single-Auskopplung des neuen Albums, am 12. August folgte das zweite Video Es war einmal…. Das Album wurde schließlich am 26. August veröffentlicht.
Die Tour 2016/2017 wurde von dem deutschen Hip-Hop-Pionier Torch der Heidelberger Gruppe „Advanced Chemistry“ begleitet und eröffnet.

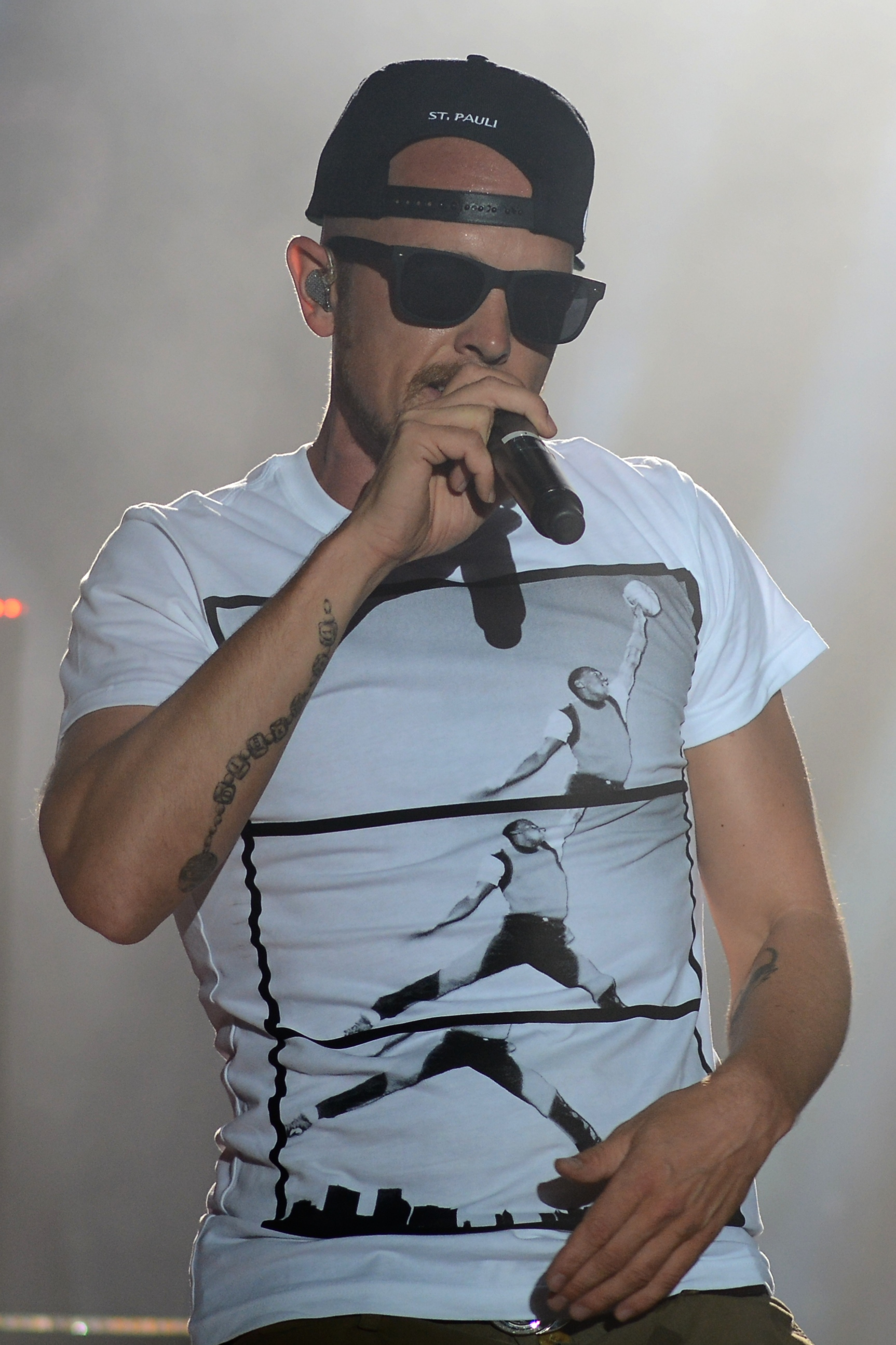
Jan Delay
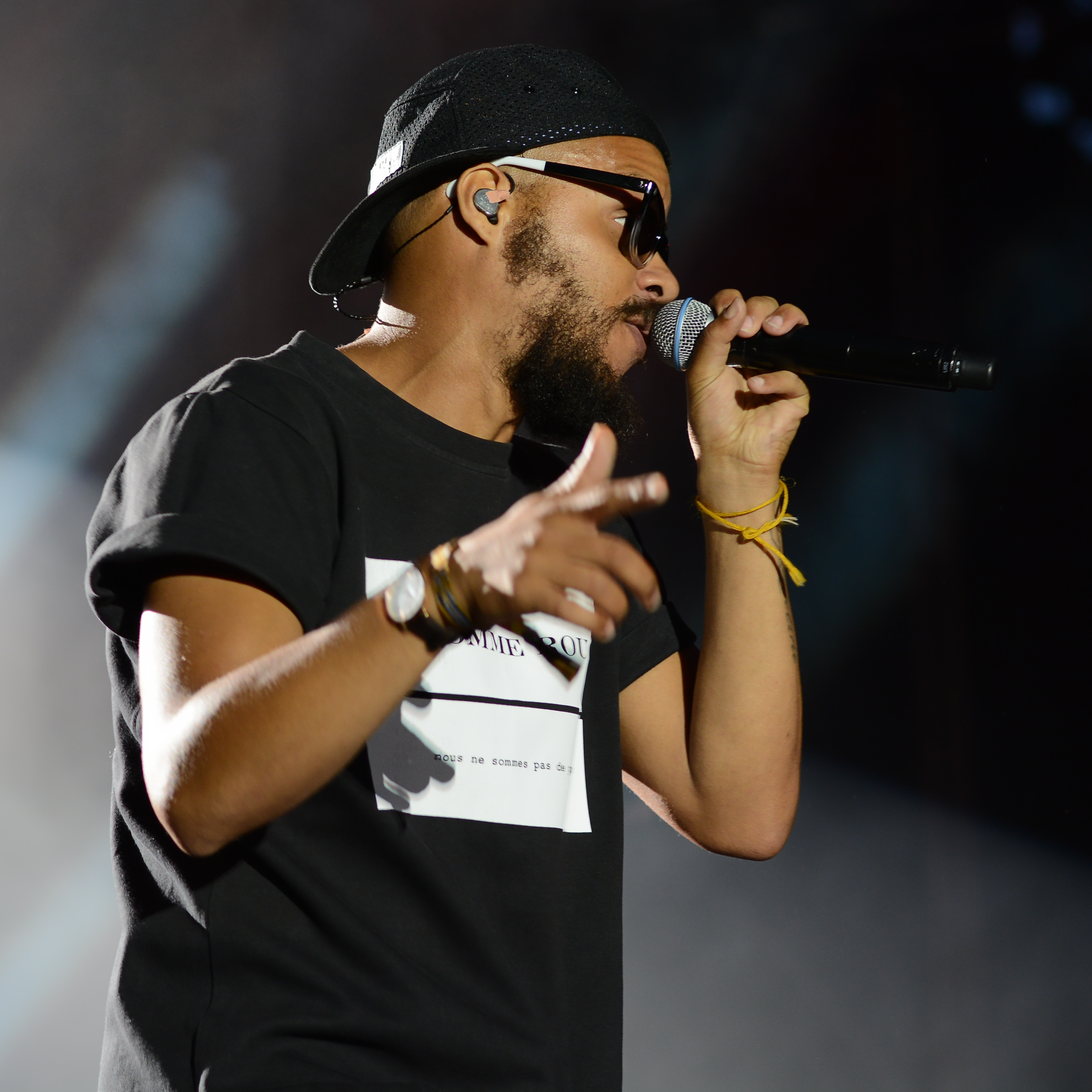
Denyo
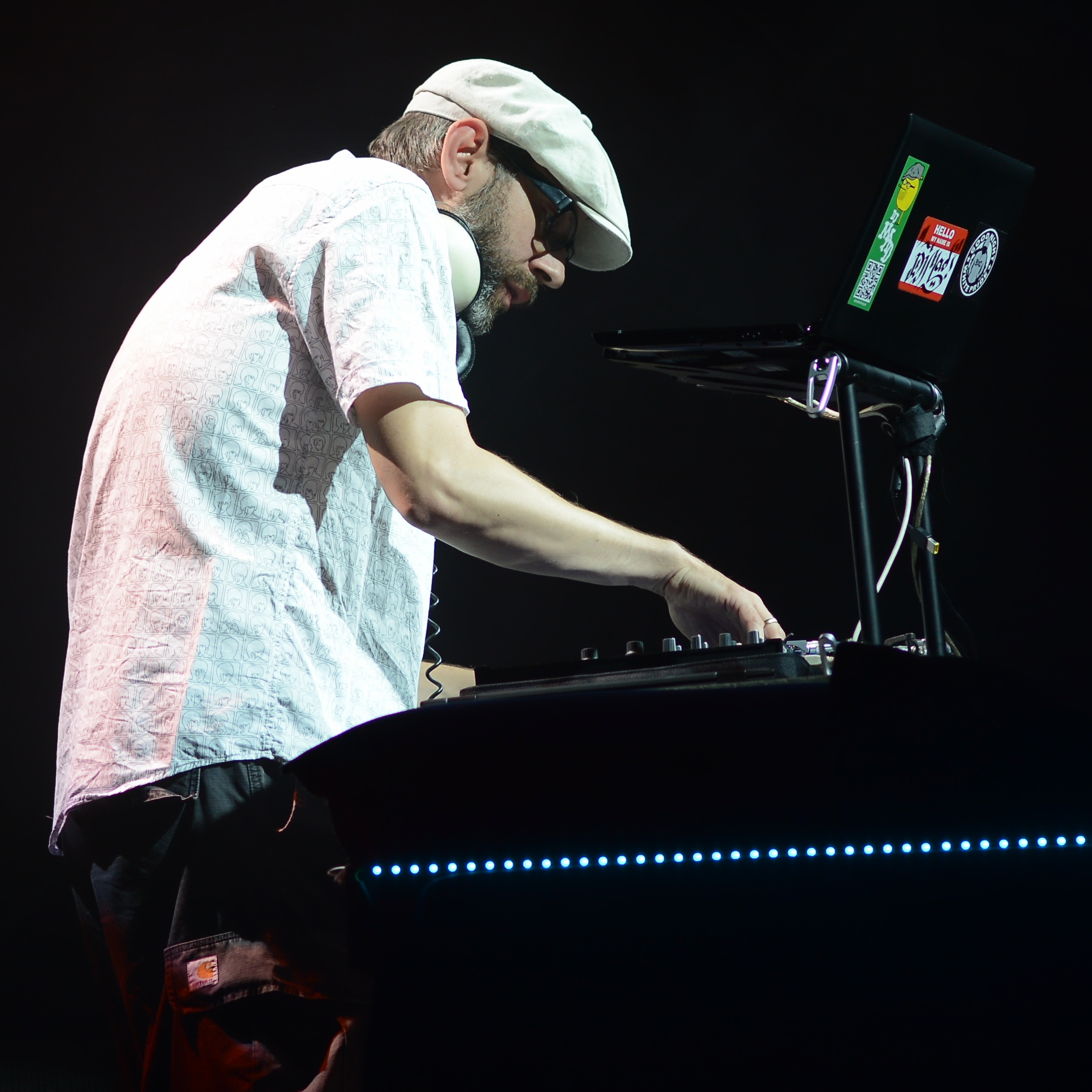
DJ Mad

## Diskografie
Studioalben

| Jahr | Titel Musiklabel                         | Höchstplatzierung, Gesamtwochen, AuszeichnungChartplatzierungen (Jahr, Titel, Musiklabel, Platzierungen, Wochen, Auszeichnungen, Anmerkungen) | Höchstplatzierung, Gesamtwochen, AuszeichnungChartplatzierungen (Jahr, Titel, Musiklabel, Platzierungen, Wochen, Auszeichnungen, Anmerkungen) | Höchstplatzierung, Gesamtwochen, AuszeichnungChartplatzierungen (Jahr, Titel, Musiklabel, Platzierungen, Wochen, Auszeichnungen, Anmerkungen) | Anmerkungen                                                 |
| Jahr | Titel Musiklabel                         | DE | AT | CH | Anmerkungen                                                 |
| ---- | ---------------------------------------- | --- | --- | --- | ----------------------------------------------------------- |
| 1996 | Flashnizm Buback (Indigo)                | — | — | — | Erstveröffentlichung: 9. August 1996                        |
| 1998 | Bambule Buback (UMG)                     | DE12 Gold · (65 Wo.)DE | AT14 (10 Wo.)AT | CH93 (1 Wo.)CH | Erstveröffentlichung: 10. November 1998 Verkäufe: + 250.000 |
| 2003 | Blast Action Heroes Motor Music (UMG)    | DE1 Gold · (12 Wo.)DE | AT3 (6 Wo.)AT | CH13 (6 Wo.)CH | Erstveröffentlichung: 1. September 2003 Verkäufe: + 100.000 |
| 2016 | Advanced Chemistry Vertigo Records (UMG) | DE1 Platin · (39 Wo.)DE | AT1 (8 Wo.)AT | CH2 (11 Wo.)CH | Erstveröffentlichung: 26. August 2016 Verkäufe: + 200.000   |

## Auszeichnungen
- Echo Pop
  - 2017: in der Kategorie Hip-Hop/Urban national für Advanced Chemistry
  - 2017: in der Kategorie Kritikerpreis für Advanced Chemistry
- HANS – Der Hamburger Musikpreis
  - 2016: in der Kategorie Album des Jahres für Advanced Chemistry
  - 2016: in der Kategorie Song des Jahres für Ahnma
  - 2016: in der Kategorie Bestes Imaging für Es war einmal
- Hiphop.de Awards
  - 2016: in der Kategorie Lebenswerk national[7]
- Preis für Popkultur
  - 2016: in der Kategorie Lieblingsvideo für Ahnma
  - 2017: in der Kategorie Lieblingsalbum für Advanced Chemistry

## Dokumentarfilm
- Alfred Hackensberger, Thomas Röschner: Musik ist Trumpf (Alternativer Titel: Musik ist Trumpf – Über die Gewalt des Zusammenhangs); Dokumentarfilm, Trigon Film, 1996.